# Sára Fojt
Sára Fojt (Budapeste, 3 de dezembro de 2003) é uma canoísta húngara.

## Carreira
Começou a andar de caiaque competitivamente aos nove anos, treinado por István Kiss e Ferenc Csipes. Concorrente da Fundação Academia Nacional de Caiaque-Canoa Katalin Kovács. No Campeonato Europeu Júnior de 2021, conquistou a medalha de ouro nos K1 500 metros e K2 500 metros, e depois no Campeonato Mundial Júnior em simples e duplas (com Laura Ujfalvi) também conquistou a medalha de ouro nos 500 metros. Na maratona WC júnior de 2021, ela conquistou novamente a medalha de ouro na distância maratona K2 (Ujfalvi).
Nos Jogos Olímpicos de Verão de 2024, em Paris, conquistou a medalha de bronze na competição do K-2 500 m feminino, ao lado de Noémi Pupp, com o tempo de 1:39.46, e na disputa do K-4 500 m feminino, com Pupp, Tamara Csipes e Alida Dóra Gazsó, no tempo de 1:32.93.